# Fabrício Barros Santana
Fabrício Barros Santana (nascido em 7 de janeiro de 1986), conhecido como Fabrício Santana ou apenas Fabrício, é um futebolista brasileiro que atua como goleiro. Atualmente joga pelo Figueirense.

## Carreira
Revelado pelo Iraty, Fabrício jogou grande parte da carreira por times de seu estado natal, o Paraná. Suas conquistas profissionais foram a segunda divisão cearense pelo Icasa em 2010 e o campeonato estadual pelo CSA em 2019, ambos como reserva, além do Campeonato Brasileiro Série C 2020 pelo Vila Nova.
O jogador ganhou destaque apenas aos 38 anos, devido à campanha finalista do Nova Iguaçu no Campeonato Carioca 2024, sendo inclusive flagrado voltando do Estádio do Maracanã de metrô após as semifinais em que seu clube eliminou o Vasco da Gama. Antes de jogar pelo Nova Iguaçu, havia sido goleiro do Uberlândia EC no Campeonato Mineiro Módulo II.
Em 8 de abril de 2024, foi anunciado pelo Internacional até o fim do ano. Em 7 de Dezembro de 2024, anunciou sua despedida pelo colorado depois de jogar 10 partidas pelo clube.
Em 18 de dezembro de 2024, foi anunciado pelo Figueirense.

## Títulos
Icasa
- Campeonato Cearense Série B : 2010

CSA
- Campeonato Alagoano : 2019

Vila Nova
- Campeonato Brasileiro Série C : 2020